# Đắk Lắk
Đắk Lắk (Đắk Lắk, Vietnamese uitspraak: [ɗɐk35 lɐk35], andere spellingswijzen: Đăk Lăk, Đắc Lắc en vele andere varianten) is een provincie van Vietnam. Het ligt in de Centrale Hooglanden (Tây Nguyên) van het land en grenst aan Gia Lai in het noorden, aan Lam Dong in het zuiden, aan Dak Nong in het zuidwesten, aan Phu Yen en Khanh Hoa in het oosten en aan Cambodja in het westen met een landsgrens van 193 km. De hoofdstad is Buon Ma Thuot, welke op 1410 km van Hanoi en op 320 km van Ho Chi Minhstad ligt. De naam van de provincie komt uit de taal van de E De: "đăk" betekent "water" en "lăk" is een "meer". De provincie Cao Bằng ligt in het centrale hoogland Vietnam dat ook wel Tây Nguyên wordt genoemd.

## Aardrijkskunde
Dak Lak heeft vooral lange bergketens en bossen, met drieduizend boomsoorten, 93 soorten zoogdieren en 197 vogelsoorten. Hiernaast is er ook een plateau met rode aarde, veel water en meren.
Het grootste deel van het zuidwesten wordt ingenomen door de Truong Sonbergeketen (dãy Trường Sơn). Deze beslaat 35% van de natuurlijke oppervlakte. Het zuiden en zuidoosten heeft gemiddelde hoogten van 1000 tot 1200 m, met de pieken van Chu Yan Sin (2442 m), de Chu H'Mu (2051 m), de Chu De (Chư Dê, 1793 m) en de Chư Yang Pel (1600 m).
In het centrum van de provincie ligt een plateau, dat 53% van de natuurlijke oppervlakte beslaat een gemiddelde hoogte heeft van 450 m. De overige delen van de provincie worden ingenomen door vlakten in het noorden en in het zuiden van Buon Ma Thuot.
Door Dak Lak stromen enkele belangrijke rivieren, zoals de Krong H'Nang (Krông H'Năng) en de Dong Nai (Đồng Nai). De grootste is de Serepôk met een lengte van 322 km en de twee zijrivieren Krông Ana en Krông Nô. Er zijn ook enkele meren zoals het Buon Triet (Buôn Triết), het Ea Kao en het Lak (Lăk).
De provincie heeft een groot potentieel aan bossen, waaronder het nationale park Yok Dôn, dat 58 duizend hectare groot is en daarmee het grootste van Vietnam. Verder zijn er drie natuurreservaten: het reservaat van Chư Yang Sinh, dat van Quang Xuyen (khu bảo tồn thiên nhiên Quảng Xuyên) en dat van Nam Long (khu bảo tồn thiên nhiên Nam Long). Elk park is 20 duizend hectare groot.

## Districten
- Huyện Buôn Đôn
- Huyện Cư Kuin
- Huyện Cư MGar
- Huyện Ea Kar
- Huyện Ea Súp
- Huyện Ea H'leo
- Huyện Krông Ana
- Huyện Krông Bông
- Huyện Krông Búk
- Huyện Krông Năng
- Huyện Krông Pắc
- Huyện Lắk
- Huyện M'Drăk
- Thành phố Buôn Ma Thuột
- Thị xã Buôn Hồ

## Bevolking
In Dak Lak wonen 44 etniciteiten, waaronder de E De en de M'Nông als belangrijkste.

## Geschiedenis
De provincie is gesticht op 22 november 1904 per decreet van de Franse gouverneur-generaal van Indochina (als Darlac, in het Frans). Daarvoor maakte ze deel uit van Laos, in het district van Kontum, en vanaf dan stond ze onder bevel van de gouverneur van Annam (Trung Kỳ, de Centraal-Vietnamese provincie van het toenmalige Indochina).
Op 9 februari 1913 werd de provincie deel van de nieuwe provincie Kon Tum. Op 2 juli 1923 werd Dak Lak opnieuw een provincie. Toen was Dak Lak nog niet onderverdeeld in districten, maar enkel in dorpen (buôn). De E de hadden 151 dorpen, de Bih hadden er 24, de Gia Rai 11, de Krung 28, de M'dhur 120, de M'Nông 117 en de Xiêm hadder er een. In de bestuurlijke hervorming van 1931 van Indochina werd Dak Lak verdeeld in vijf districten: Ban Me Thuot (quận Ban Mê Thuột), Buon Ho (quân Buôn Hồ), Dak Song (quận Đăk Song), Lak (quận Lăk) en M'Drak (quận M'Đrăk), met daarin in totaal 440 dorpen.
Op 15 april 1950 vaardigde keizer Bảo Đại Decreet nummer 6 uit dat een Centraal Plateau oprichtte, waar Dak Lak deel van uitmaakte, met een prinselijk hof met zelfbestuur. Op 2 juli 1958 besliste de regering van Zuid-Vietnam dat Dak Lak vijf districten, 21 kantons en 77 gemeenten zou tellen. Op 23 januari 1959 werden bijna heel het district Dak Song van Dak Lak bij de nieuwe provincie Quang Duc (tỉnh Quảng Đức) gevoegd. Hierdoor bleven er in Dak Lak slechts vier districten over. Hierna werd M'Drak gesplitst en een deel ging naar Khanh Hoa.
Na nog wat hervormingen werd de provincie Dak Lak in 1976 opgericht uit Darlac en Quang Duc en werd hiermee de grootste provincie van Vietnam. Het aantal districten is langzaamaan gestegen van vijf tot 18. De eerste januari 2004 werd Dak Lak weer gesplitst in Dak Lak en Dak Nong zodat er maar twaalf districten meer overbleven.

## Cultuur
De mensen van het dorpje Don (người Buôn Đôn) waren de eerste in Zuidoost-Azië die op bosolifanten joegen en ze temden. De olifantenkoning Y Thu Knul temde in de 110 jaar van zijn leven zo'n 180 van de olifanten.

## Transport
Vietnam Airlines heeft een lijn van Ho Chi Minhstad naar de Luchthaven Buôn Ma Thuột en vanuit Hanoi met aansluiting in Đà Nẵng. Er is een uitgebreid wegennet dat Buon Ma Thuot verbindt met Nha Trang (in Khanh Hoa) in het oosten, met Pleiku (in Gia Lai) in het zuiden en met Ho Chi Minhstad en Đà Lạt (in Lâm Đồng) in het zuiden.

## Economie
De meest ontwikkelde tak van de economie van Dak Lak is de teelt en export van landbouw- en bosproducten. Hiernaast heeft de provincie veel troeven voor ecotoerisme. Dak Lak heeft ook de grootste oppervlakte aan koffieplantages van het land, namelijk meer dan 160 duizend hectare. De jaarlijkse productie is ongeveer 300 duizend ton bonen en is ongeveer een derde van de nationale productie. Hiernaast is het ook de grootste bloemenregio van het land.